# Flat Earth Society (groupe)
Pour les articles homonymes, voir Flat Earth Society (homonymie).
Flat Earth Society (FES) est un grand ensemble musical (big band) belge fondé par et sous la direction de Peter Vermeersch. Le répertoire du groupe est un mélange inhabituel de jazz, de rock et de punk mélangé à une créativité chaotique.

## Membres actuels
- Stefaan Blancke (trombone)
- Benjamin Boutreur (saxophone)
- Berlinde Deman (tuba)
- Bart Maris (trompette)
- Michel Mast (saxophone)
- Marc Meeuwissen (trombone)
- Kristof Roseeuw (nl) (contrebasse)
- Peter Vandenberghe (keyboards)
- Luc Van Lieshout (trompette)
- Bruno Vansina (saxophone)
- Teun Verbruggen (percussions)
- Peter Vermeersch (clarinette)
- Pierre Vervloesem (guitare)
- Wim Willaert (accordéon)
- Tom Wouters (clarinette, percussionss)

## Anciens membres
- David Bovée (guitare)
- Jan De Backer (trombone)
- Leonaar De Graeve (tuba)
- Anja Kowalski (chant, keyboards)
- Pieter Lamotte (trombone basse)
- Eric Morel (saxophone)
- Roel Poriau (percussion)
- Danny Van Hoeck (percussion)

## Discographie
- Live at the Beursschouwburg 1999 (1999)
- Bonk (2000)
- Larf (2001)
- Minoes (2002)
- Trap (2002)
- The Armstrong Mutations (2003)
- ISMS (2005)
- Psychoscout (2006)
- De Oesterprinses (2006)
- Cheer Me, Perverts! (2009)
- Answer Songs (2009)